# Li Wenquan
Li Wenquan (李文全S, Lǐ WénquánP; 18 gennaio 1986) è un arciere cinese.

## Palmarès

### Olimpiadi
- 1 medaglia:
  - 1 bronzo (Pechino 2008 a squadre)